# Torneio Rio-São Paulo 1998
Das Torneio Rio-São Paulo 1998 war die 21. Austragung des Torneio Rio-São Paulo, eines Fußballpokalwettbewerbs in Brasilien. Er wurde vom 21. Januar bis 4. März 1998 ausgetragen.

## Modus
Zunächst wurden zwei Gruppen zu je vier Klubs gebildet, jeweils zwei aus Rio de Janeiro und São Paulo. Die Klubs traten in Hin- und Rückspielen alle gegeneinander an. Die beiden Gruppenbesten zogen ins Halbfinale ein. Hier trafen die Gruppenersten auf die Gruppenzweiten der anderen Gruppe. Die Sieger ermittelten den Turniergewinner in zwei Finalspielen.

## Teilnehmer
| Teilnehmer Rio de Janeiro | Teilnehmer São Paulo |
| ------------------------- | -------------------- |
| Botafogo FR               | SC Corinthians       |
| CR Flamengo               | SE Palmeiras         |
| Fluminense FC             | FC Santos            |
| CR Vasco da Gama          | FC São Paulo         |

## Gruppenphase

### Tabelle Gruppe A
| Pl. | Verein      | Sp. | S | U | N | Tore    | Diff. | Punkte |
| --- | ----------- | --- | - | - | - | ------- | ----- | ------ |
| 1.  | Palmeiras   | 6   | 4 | 1 | 1 | 012:800 | +4    | 13     |
| 2.  | Botafogo    | 6   | 3 | 2 | 1 | 008:600 | +2    | 11     |
| 3.  | Vasco       | 6   | 2 | 1 | 3 | 006:700 | −1    | 07     |
| 4.  | Corinthians | 6   | 1 | 0 | 5 | 005:100 | −5    | 03     |

| 1. Spieltag (21. Januar)  |     |             |                   |
| Vasco                     | 1:2 | Palmeiras   | São Januário      |
| 1. Spieltag (21. Januar)  |     |             |                   |
| Corinthians               | 0:1 | Botafogo    | Morumbi           |
| 2. Spieltag (24. Januar)  |     |             |                   |
| Botafogo                  | 0:1 | Vasco       | Mané Garrincha    |
| 2. Spieltag (24. Januar)  |     |             |                   |
| Palmeiras                 | 4:2 | Corinthians | Prudentão         |
| 3. Spieltag (29. Januar)  |     |             |                   |
| Corinthians               | 0:1 | Vasco       | Pacaembu          |
| 3. Spieltag (29. Januar)  |     |             |                   |
| Botafogo                  | 2:2 | Palmeiras   | Maracanã          |
| 4. Spieltag (4. Februar)  |     |             |                   |
| Palmeiras                 | 2:1 | Vasco       | Pacaembu          |
| 4. Spieltag (4. Februar)  |     |             |                   |
| Botafogo                  | 2:1 | Corinthians | Parque Antarctica |
| 5. Spieltag (7. Februar)  |     |             |                   |
| Corinthians               | 1:2 | Palmeiras   | Santa Cruz        |
| 5. Spieltag (7. Februar)  |     |             |                   |
| Botafogo                  | 2:2 | Vasco       | Mané Garrincha    |
| 6. Spieltag (12. Februar) |     |             |                   |
| Palmeiras                 | 0:1 | Botafogo    | Parque Antarctica |
| 6. Spieltag (12. Februar) |     |             |                   |
| Vasco                     | 0:1 | Corinthians | São Januário      |

### Tabelle Gruppe B
| Pl. | Verein     | Sp. | S | U | N | Tore    | Diff. | Punkte |
| --- | ---------- | --- | - | - | - | ------- | ----- | ------ |
| 1.  | São Paulo  | 6   | 3 | 3 | 0 | 012:700 | +5    | 12     |
| 2.  | Santos     | 6   | 1 | 4 | 1 | 008:800 | ±0    | 07     |
| 3.  | Fluminense | 6   | 2 | 1 | 3 | 006:700 | −1    | 07     |
| 4.  | Flamengo   | 6   | 0 | 4 | 2 | 006:100 | −4    | 04     |

| 1. Spieltag (22. Januar)  |           |            |                |
| Santos                    | 2:2       | Fluminense | Vila Belmiro   |
| 1. Spieltag (22. Januar)  |           |            |                |
| Flamengo                  | 2:2 (1:1) | São Paulo  | Maracanã       |
| 2. Spieltag (28. Januar)  |           |            |                |
| São Paulo                 | 2:1 (0:1) | Fluminense | Pacaembu       |
| 2. Spieltag (28. Januar)  |           |            |                |
| Flamengo                  | 0:2       | Santos     | Maracanã       |
| 3. Spieltag (31. Januar)  |           |            |                |
| Santos                    | 1:1 (0:1) | São Paulo  | Santa Cruz     |
| 3. Spieltag (31. Januar)  |           |            |                |
| Fluminense                | 0:0       | Flamengo   | Mané Garrincha |
| 4. Spieltag (3. Februar)  |           |            |                |
| Fluminense                | 2:3       | Santos     | Maracanã       |
| 4. Spieltag (3. Februar)  |           |            |                |
| São Paulo                 | 1:1 (0:0) | Flamengo   | Pacaembu       |
| 5. Spieltag (11. Februar) |           |            |                |
| Santos                    | 3:1       | Flamengo   | Vila Belmiro   |
| 5. Spieltag (11. Februar) |           |            |                |
| Fluminense                | 2:1 (0:1) | São Paulo  | Maracanã       |
| 6. Spieltag (14. Februar) |           |            |                |
| São Paulo                 | 1:1 (0:1) | Santos     | Prudentão      |
| 6. Spieltag (14. Februar) |           |            |                |
| Flamengo                  | 0:0       | Fluminense | Mané Garrincha |

## Finalrunde

### Turnierplan ab Halbfinale
|  | Halbfinale                   | Halbfinale | Halbfinale | Halbfinale | Halbfinale |  |  | Finale                       | Finale    | Finale | Finale | Finale |
|  |                              |            |            |            |            |  |  |                              |           |        |        |        |
|  |                              |            |            |            |            |  |  |                              |           |        |        |        |
|  | São Paulo (Bundesstaat)      | São Paulo  | 0          | 2          | 2 (2)      |  |  |                              |           |        |        |        |
|  | São Paulo (Bundesstaat)      | Palmeiras  | 1          | 1          | 2 (3)      |  |  |                              |           |        |        |        |
|  |                              |            |            |            |            |  |  | São Paulo (Bundesstaat)      | São Paulo | 2      | 2      | 4      |
|  |                              |            |            |            |            |  |  | Rio de Janeiro (Bundesstaat) | Botafogo  | 3      | 2      | 5      |
|  | São Paulo (Bundesstaat)      | Santos     | 0          | 2          | 2 (3)      |  |  |                              |           |        |        |        |
|  | Rio de Janeiro (Bundesstaat) | Botafogo   | 0          | 2          | 2 (4)      |  |  |                              |           |        |        |        |
|  |                              |            |            |            |            |  |  |                              |           |        |        |        |

### Halbfinale
| Datum       |           | Ergebnis        |           | Ort                     |
| ----------- | --------- | --------------- | --------- | ----------------------- |
| 17. Februar | São Paulo | 1:2 (1:2)       | Palmeiras | Pacaembu (15.019)       |
| 25. Februar | Palmeiras | 0:1 (0:0)       | São Paulo | Brinco de Ouro (23.411) |
| Gesamt:     | São Paulo | 2:2 (3:2 i. E.) | Palmeiras |                         |

| Datum       |          | Ergebnis        |          | Ort               |
| ----------- | -------- | --------------- | -------- | ----------------- |
| 17. Februar | Botafogo | 0:0             | Santos   | Maracanã (1.595)  |
| 25. Februar | Santos   | 2:2             | Botafogo | Pacaembu (17.693) |
| Gesamt:     | Botafogo | 2:2 (4:3 i. E.) | Santos   |                   |

## Finale

### Hinspiel
| FC São Paulo                                     | FC São Paulo | Botafogo FR | Botafogo FR |
| ------------------------------------------------ | --- | --- | ----------- |
| FC São Paulo                                     | \| 28. Februar 1998 in São Paulo (Morumbi) \| \| Ergebnis: 2:3 (0:1) \| \| Zuschauer: 38.560 \| \| Schiedsrichter: Reinaldo Ribas ( Rio de Janeiro) \|                                                                                 | \| 28. Februar 1998 in São Paulo (Morumbi) \| \| Ergebnis: 2:3 (0:1) \| \| Zuschauer: 38.560 \| \| Schiedsrichter: Reinaldo Ribas ( Rio de Janeiro) \|                                        | Botafogo FR |
| FC São Paulo                                     | Rogério Ceni – Zé Carlos, Capitão, Márcio Santos , Serginho – Alexandre Gallo, Carlos Miguel, Reinaldo Apolinário , Denílson – Dodô , Víctor Aristizábal Reserve Adriano , Marcelinho Paulista , França Cheftrainer: Nelsinho Baptista | Wagner – Jorge Antônio, Jorge Luiz, Gonçalves , Jefferson – Pingo , Djair, Ricardo França, Sérgio Manoel – Zé Carlos , Túlio Reserve Tico Mineiro , Grotto , Robsón Cheftrainer: Gílson Nunes | Botafogo FR |
| FC São Paulo                                     | 1:1 Dodô (50.) 2:1 Macedo (64.) | 0:1 Zé Carlos (38.) 2:2 Sérgio Manoel (75.) 2:3 Jorge Luiz (86.) | Botafogo FR |
| 28. Februar 1998 in São Paulo (Morumbi)          | | |             |
| Ergebnis: 2:3 (0:1)                              | | |             |
| Zuschauer: 38.560                                | | |             |
| Schiedsrichter: Reinaldo Ribas ( Rio de Janeiro) | | |             |

### Rückspiel
| Botafogo FR                                         | Botafogo FR | FC São Paulo | FC São Paulo |
| --------------------------------------------------- | --- | --- | ------------ |
| Botafogo FR                                         | \| 3. März 1998 in Rio de Janeiro (Maracanã) \| \| Ergebnis: 2:2 (1:2) \| \| Zuschauer: 56.334 \| \| Schiedsrichter: Oscar Roberto de Godói ( São Paulo) \|                   | \| 3. März 1998 in Rio de Janeiro (Maracanã) \| \| Ergebnis: 2:2 (1:2) \| \| Zuschauer: 56.334 \| \| Schiedsrichter: Oscar Roberto de Godói ( São Paulo) \|                                     | FC São Paulo |
| Botafogo FR                                         | Wagner – Wilson Goiano, Jorge Luiz, Gonçalves , Jefferson – Pingo, Djair, Ricardo França , Sérgio Manoel – Bebeto, Túlio Reserve Zé Carlos , Alemão Cheftrainer: Gílson Nunes | Rogério Ceni – Zé Carlos, Capitão, Márcio Santos , Serginho – Sidney Moraes, Fabiano , Carlos Miguel, Denílson – Adriano , Dodô Reserve França , Alexandre Gallo Cheftrainer: Nelsinho Baptista | FC São Paulo |
| Botafogo FR                                         | 1:0 Jefferson (11.) 2:2 Zé Carlos (76.) | 1:1 Adriano (37.) 1:2 Dodô (43.) | FC São Paulo |
| Botafogo FR                                         | Denílson, Carlos Miguel, Djair, Gonçalves, Jéferson, França, Jorge Luís, Zé Carlos                                                                                            | Zé Carlos | FC São Paulo |
| 3. März 1998 in Rio de Janeiro (Maracanã)           | | |              |
| Ergebnis: 2:2 (1:2)                                 | | |              |
| Zuschauer: 56.334                                   | | |              |
| Schiedsrichter: Oscar Roberto de Godói ( São Paulo) | | |              |